# قائمة المباني شاهقة الارتفاع في أفغانستان

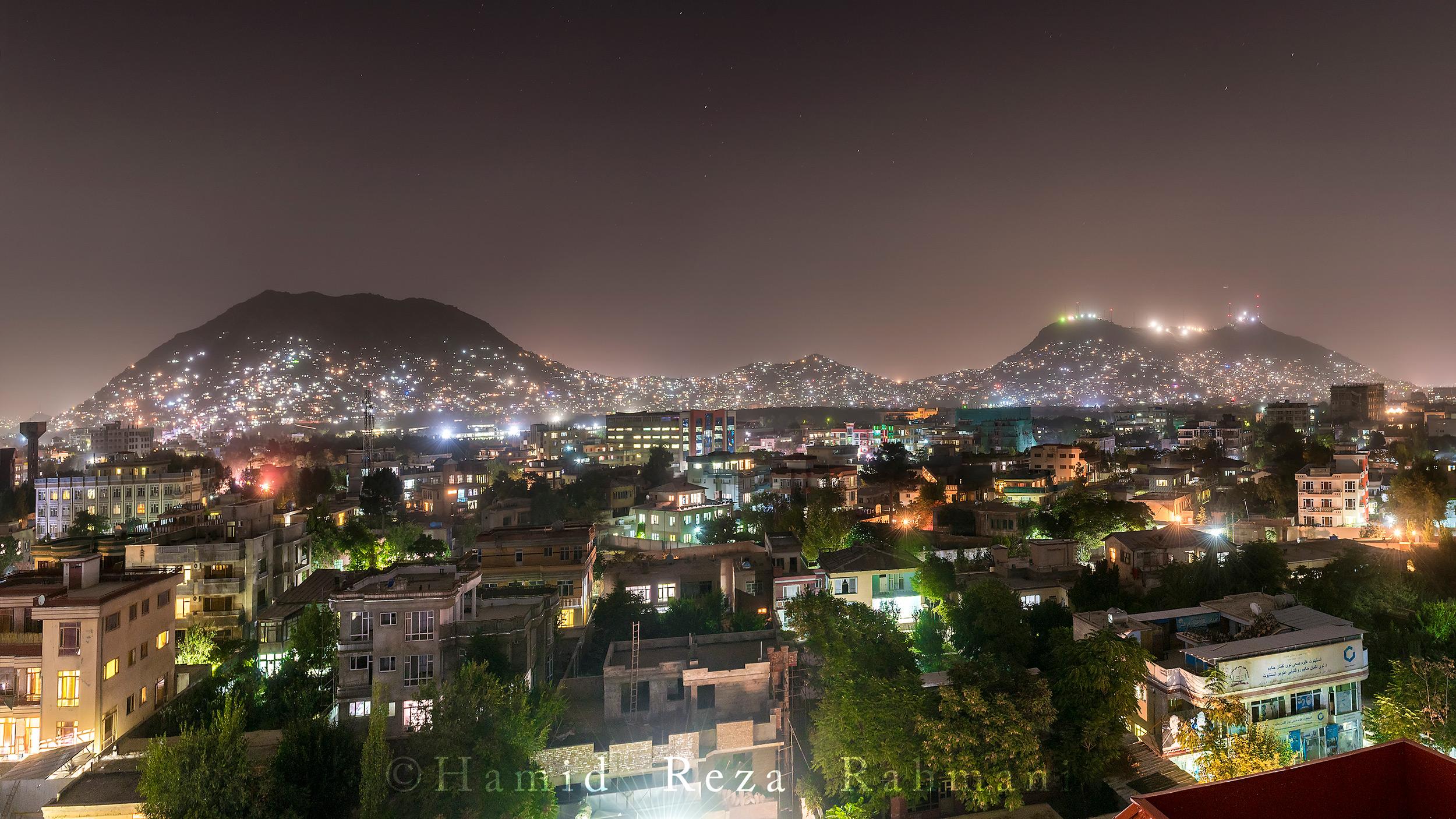
أفق كابول اعتبارًا من نوفمبر 2016.

هذه القائمة من المباني شاهقة الارتفاع في أفغانستان تصنف ناطحات السحاب والأبراج وغيرها من الهياكل في أفغانستان حسب ارتفاعها.
أطول مبنى حاليًا في أفغانستان هو برج كابول   في مدينة كابول . يبلغ ارتفاع برج كابول المكون من 18 طابقًا  87 مترًا (285 قدمًا) حتى الطرف  ويبلغ ارتفاعه المعماري 75 مترًا (246 قدمًا).

## أطول الهياكل
تصنف هذه القائمة أطول المباني والمنشآت في أفغانستان ، بناءً على قياس الارتفاع القياسي. يتم تضمين الهياكل المكتملة أو التي تصدرت فقط.
| اسم                                 | صورة | مدينة          | ارتفاع               | طوابق     | إكمال | نوع البناية       | ملاحظات                                                |
| ----------------------------------- | ---- | -------------- | -------------------- | --------- | ----- | ----------------- | ------------------------------------------------------ |
| سد ناغلو                            |      | حي سروبي       | 110 مترًا (361 قدمًا)  | غير متوفر | 1968  | سد                |                                                        |
| سد الصداقة الأفغانية الهندية (AIFD) |      | حي تشيشتي شريف | 107.5 متر (353 قدمًا) | غير متوفر | 2016  | سد                | ( سد سلمى ) سابقا                                      |
| سد كاجاكي                           |      | منطقة كاجاكي   | 100 متر (328 قدمًا)   | غير متوفر | 1953  | سد                |                                                        |
| برج كابول                           |      | كابول          | 87 مترًا (285 قدمًا)   | 18        |       | مكتب. مقر. مركز   | أسماء أخرى: برج MOC (وزارة الاتصالات) ، برج الاتصالات. |
| مئذنة جام                           |      | حي شهراك       | 65 مترًا (213 قدمًا)   | غير متوفر | 1194  | نصب               | ،                                                      |
| مركز جولبهار                        |      | كابول          | 50 مترًا (164 قدمًا)   | 14        | 2008  | متعدد الاستخدامات |                                                        |
| سينما بامير                         |      | كابول          | 43 مترًا (141 قدمًا)   | 12        |       | متعدد الاستخدامات |                                                        |
| مستشفى الجمهوريات                   |      | كابول          | 40 مترًا (131 قدمًا)   | 10        | 2008  | مستشفى            |                                                        |
| مبنى الأنصاري                       |      |                | 36 مترًا (118 قدمًا)   | 10        |       | مكتب. مقر. مركز   |                                                        |
| عزيزي بلازا                         |      | كابول          |                      | 24        | 2014  | متعدد الاستخدامات | ،                                                      |
| مبنى بنك التنمية الزراعية           |      | كابول          |                      | 14        |       | مكتب. مقر. مركز   | أطول مبنى سابقًا في أفغانستان                           |
| مركز مدينة كابول                    |      | كابول          |                      | 9         | 2005  | تجاري             |                                                        |
| مركز كابول للأعمال                  |      | كابول          |                      | 8         |       | المكتب            |                                                        |

## تحت التشيد
تصنف هذه القائمة المباني والهياكل التي لا تزال قيد الإنشاء في أفغانستان والمخطط لها أن ترتفع على الأقل 50 مترًا (165 قدمًا) أو 10 طوابق. كما تم تضمين المباني قيد الإنشاء التي تم الانتهاء منها بالفعل، وكذلك المباني التي تم تعليق بنائها.
| اسم        | صورة | مدينة | ارتفاع | طوابق | إكمال | نوع البناية       | ملاحظات                       | Reference |
| ---------- | ---- | ----- | ------ | ----- | ----- | ----------------- | ----------------------------- | --------- |
| عزيزي ستار |      | كابول |        | 26    |       | متعدد الاستخدامات | مشروع بمساحة 214.600 متر مربع |           |